# Riedau
Riedau – gmina targowa w Austrii, w kraju związkowym Górna Austria, w powiecie Schärding. Według Austriackiego Urzędu Statystycznego liczyła 2034 mieszkańców (1 stycznia 2015).